# Peter Griffin
Peter Löwenbräu Griffin é o personagem principal da série televisiva Family Guy (no Brasil Uma Família da Pesada). Ele é dublado na versão original (em inglês) pelo criador da série e roteirista principal, Seth MacFarlane. No Brasil, ele é dublado pelo ator e dublador Luiz Carlos de Moraes.
Peter foi criado por Seth MacFarlane, baseado no personagem Larry dos curtas The Life of Larry e Larry & Steve, que MacFarlane fez, respectivamente, como tese da faculdade e para ser transmitido no What a Cartoon! Show do Cartoon Network enquanto trabalhava em outras séries de desenho animado para a emissora.
Peter é casado com Lois e pai de Meg, Chris e Stewie. Ele também tem um cachorro chamado Brian, de quem é melhor amigo. Ele trabalhou em uma fábrica de brinquedos e atualmente trabalha na Cervejaria Quahog.